# Leagues Cup 2025
La Leagues Cup 2025 (en español: Copa de Ligas 2025) es la quinta edición del torneo internacional y la tercera de carácter oficial,se enfrentaran 18 equipos correspondientes a la Major League Soccer de Estados Unidos y todos los de la  Liga MX de México, el torneo a su vez entregará tres cupos para participar en la Copa de Campeones de la Concacaf 2026. Se llevara a cabo entre el 29 de julio y el 31 de agosto en sedes compartidas entre Estados Unidos y Canadá.

## Formato
El torneo consistirá en una fase de liga, conocida como "fase uno", y una fase de eliminación directa. Durante la fase uno, los equipos jugarán tres partidos contra equipos de la liga opuesta (es decir, todos los partidos serán entre la MLS vs la Liga MX). Los cuatro mejores equipos de cada liga avanzarán a la fase de eliminación directa, que constará de cuartos de final, semifinales y una final. Al igual que en ediciones anteriores de la Leagues Cup, los tres mejores clubes clasificarán a la Copa de Campeones de la CONCACAF.

## Equipos participantes
El proceso de clasificación en esta edición será distinto para los clubes estadounidenses, anteriormente clasificaban todos los miembros de la MLS, a partir de esta edición solo participaran 18 equipos (equiparando la cantidad a los de la liga mexicana) siendo aquellos los clasificados a la postemporada de la Major League Soccer, con el recién debutante San Diego F. C. reemplazando al Vancouver Whitecaps por su participación en la Copa de Campeones de la Concacaf 2025 y su defensa del título en el Campeonato Canadiense, los equipos mexicanos seguirá el mismo modo donde clasifican todos a la disputa de la competencia.
| Equipo               | Ciudad                               |
| -------------------- | ------------------------------------ |
| Atlanta United       | Atlanta, Georgia                     |
| Charlotte            | Charlotte, Carolina del Norte        |
| Cincinnati           | Cincinnati, Ohio                     |
| Colorado Rapids      | Commerce City, Colorado              |
| Columbus Crew        | Columbus, Ohio                       |
| Houston Dynamo       | Houston, Texas                       |
| Inter Miami          | Fort Lauderdale, Florida             |
| Los Angeles FC       | Los Ángeles, California              |
| Los Angeles Galaxy   | Carson, California                   |
| Minnesota United     | Saint Paul, Minnesota                |
| New York City        | Nueva York, Nueva York               |
| New York Red Bulls   | Harrison, Nueva Jersey               |
| Orlando City         | Orlando, Florida                     |
| Portland Timbers     | Portland, Oregón                     |
| Real Salt Lake       | Sandy, Utah                          |
| San Diego            | San Diego, California                |
| Seattle Sounders     | Seattle, Washington                  |
| Montréal             | Montreal, Quebec                     |
| América              | Ciudad de México                     |
| Atlas                | Guadalajara, Jalisco                 |
| Atlético de San Luis | San Luis Potosí, San Luis Potosí     |
| Cruz Azul            | Ciudad de México                     |
| Guadalajara          | Zapopan, Jalisco                     |
| Juárez               | Ciudad Juárez, Chihuahua             |
| León                 | León, Guanajuato                     |
| Mazatlán             | Mazatlán, Sinaloa                    |
| Monterrey            | Monterrey, Nuevo León                |
| Necaxa               | Aguascalientes, Aguascalientes       |
| Pachuca              | Pachuca, Hidalgo                     |
| Puebla               | Puebla, Puebla                       |
| Universidad Nacional | Ciudad de México                     |
| Querétaro            | Querétaro, Querétaro                 |
| Santos Laguna        | Torreón, Coahuila                    |
| UANL                 | San Nicolás de los Garza, Nuevo León |
| Tijuana              | Tijuana, Baja California             |
| Toluca               | Toluca, Estado de México             |

### Sorteo
Para determinar los enfrentamientos, todos los equipos fueron ubicados en una clasificación combinada que utilizó la tabla del Supporters' Shield 2024 para los equipos de la MLS y los últimos 34 partidos de los torneos de Clausura y Apertura 2024 para conformar la clasificación del año natural 2024 para los equipos de la Liga MX. Luego, estos equipos fueron divididos por zonas, en Zona Este y Oeste según criterios geográficos y de rendimiento. Dentro de cada región, los equipos fueron asignados a tres distintos niveles según la clasificación por puntos combinada, con la restricción de que cada nivel incluyera tres equipos de cada liga. La clasificación fue definida de la siguiente manera.
| Zona Este | Zona Este | Zona Este           | Zona Este | Zona Este | Zona Este |
| Ranking   | Nivel     | Equipo              | Liga      | Puntos    | Dif.      |
| --------- | --------- | ------------------- | --------- | --------- | --------- |
| 2         | 1         | Inter Miami         | MLS       | 74        | +30       |
| 3         | 1         | Toluca              | Liga MX   | 67        | +37       |
| 4         | 1         | Columbus Crew       | MLS       | 66        | +32       |
| 8         | 1         | Monterrey           | Liga MX   | 63        | +20       |
| 11        | 1         | F. C. Cincinnati    | MLS       | 59        | +10       |
| 12        | 1         | Pumas UNAM          | Liga MX   | 58        | +13       |
| 14        | 2         | Guadalajara         | Liga MX   | 56        | +16       |
| 16        | 2         | Orlando City        | MLS       | 52        | +9        |
| 18        | 2         | Charlotte F. C.     | MLS       | 51        | +9        |
| 19        | 2         | New York City F. C. | MLS       | 50        | +5        |
| 27        | 2         | León                | Liga MX   | 42        | –5        |
| 28        | 2         | Necaxa              | Liga MX   | 42        | –5        |
| 22        | 3         | New York Red Bulls  | MLS       | 47        | +5        |
| 25        | 3         | C. F. Montréal      | MLS       | 43        | –16       |
| 29        | 3         | Atlanta United      | MLS       | 40        | –3        |
| 30        | 3         | Atlas               | Liga MX   | 36        | –16       |
| 32        | 3         | Juárez              | Liga MX   | 33        | –21       |
| 35        | 3         | Puebla              | Liga MX   | 19        | –39       |

| Zona Oeste | Zona Oeste | Zona Oeste           | Zona Oeste | Zona Oeste | Zona Oeste |
| Ranking    | Nivel      | Equipo               | Liga       | Puntos     | Dif.       |
| ---------- | ---------- | -------------------- | ---------- | ---------- | ---------- |
| 1          | 1          | Cruz Azul            | Liga MX    | 75         | +36        |
| 5          | 1          | Tigres UANL          | Liga MX    | 65         | +21        |
| 6          | 1          | Los Angeles F. C.    | MLS        | 64         | +20        |
| 7          | 1          | Los Angeles Galaxy   | MLS        | 64         | +19        |
| 9          | 1          | América              | Liga MX    | 62         | +24        |
| 10         | 1          | Real Salt Lake       | MLS        | 59         | +17        |
| 13         | 2          | Seattle Sounders     | MLS        | 57         | +16        |
| 15         | 2          | Houston Dynamo       | MLS        | 54         | +8         |
| 17         | 2          | Minnesota United     | MLS        | 52         | +9         |
| 23         | 2          | Atlético de San Luis | Liga MX    | 46         | –2         |
| 24         | 2          | Tijuana              | Liga MX    | 43         | –10        |
| 26         | 2          | Pachuca              | Liga MX    | 42         | –2         |
| 20         | 3          | Colorado Rapids      | MLS        | 50         | +1         |
| 21         | 3          | Portland Timbers     | MLS        | 47         | +9         |
| 31         | 3          | Querétaro            | Liga MX    | 36         | –17        |
| 33         | 3          | Mazatlán             | Liga MX    | 30         | –20        |
| 34         | 3          | Santos Laguna        | Liga MX    | 25         | –31        |
| 36         | 3          | San Diego F. C.      | MLS        | 0          | 0          |

### Ventaja de localía para los equipos mexicanos con mejor desempeño
De acuerdo a la tabla de clasificación para esta edición de Leagues Cup, tanto el campeón de la Liga MX como los otros cinco clubes mexicanos con mejor rendimiento recibieron como privilegio tener el derecho de una "localía" que les permitirá realizar menos viajes, quedarse en una región definida y con prioridad por encima de los clubes de la MLS. En esta edición:
- América (campeón absoluto del 2024), tendrá privilegios de local hasta las semifinales, que luego de su partido inaugural contra el Real Salt Lake, jugará de local en Texas, siendo en la fase de liga un partido en Houston y el segundo en Austin.
- Cruz Azul (mejor equipo del ranking) tendrá privilegios de local hasta los cuartos de final y jugando dos partidos de local en el Dignity Health Sports Park de Carson, California.
- Toluca (segundo mejor equipo del ranking) jugará dos partidos de local de la fase de liga en el área de Nueva York y Nueva Jersey, uno en el Sports Illustrated Stadium y otro en el Yankee Stadium.
- Tigres UANL (tercer mejor equipo del ranking) jugará dos partidos de local de la fase de liga en el sur de California, uno en el Snapdragon Stadium de San Diego y el otro en el BMO Stadium de Los Ángeles.
- Monterrey (cuarto mejor equipo del ranking) jugará dos partidos de local de la fase de liga en el TQL Stadium de Cincinnati.
- Pumas UNAM (quinto mejor del ranking) jugará sus tres partidos de la fase de liga como local en Florida, dos en el Inter&Co Stadium de Orlando, y el tercero en el Chase Stadium de Fort Lauderdale.

## Fase de liga
– Clasificados a la fase eliminatoria.
Durante la fase de liga, cada equipo se enfrentará a tres rivales de la liga opuesta a la que pertenece, cada conjunto de la MLS enfrentará a tres de la Liga MX y viceversa, los puntos obtenidos se sumarán a una tabla generalizada asignada a los equipos estadounidenses y otra para los mexicanos, los cuatro mejores pertenecientes a cada liga avanzarán a la siguiente fase.

### Tabla Liga MX
| Equipo               | PJ | PG | PGP | PPP | PP | GF | GC | DG | Pts. |
| -------------------- | -- | -- | --- | --- | -- | -- | -- | -- | ---- |
| Toluca               | 3  | 2  | 1   | 0   | 0  | 6  | 4  | 2  | 8    |
| Pachuca              | 3  | 2  | 0   | 1   | 0  | 6  | 4  | 2  | 7    |
| Tigres UANL          | 3  | 2  | 0   | 0   | 1  | 7  | 4  | 3  | 6    |
| Puebla               | 3  | 2  | 0   | 0   | 1  | 6  | 4  | 2  | 6    |
| Juárez               | 3  | 1  | 1   | 1   | 0  | 7  | 4  | 3  | 6    |
| Guadalajara          | 3  | 1  | 1   | 0   | 1  | 4  | 4  | 0  | 5    |
| Mazatlán             | 3  | 1  | 1   | 0   | 1  | 3  | 3  | 0  | 5    |
| Pumas UNAM           | 3  | 1  | 1   | 0   | 1  | 5  | 6  | –1 | 5    |
| Atlético de San Luis | 3  | 1  | 1   | 0   | 1  | 4  | 6  | –2 | 5    |
| América              | 3  | 0  | 2   | 1   | 0  | 6  | 6  | 0  | 5    |
| Necaxa               | 3  | 1  | 0   | 1   | 1  | 6  | 8  | –2 | 4    |
| Cruz Azul            | 3  | 0  | 2   | 0   | 1  | 3  | 10 | –7 | 4    |
| Tijuana              | 3  | 1  | 0   | 0   | 2  | 5  | 8  | –3 | 3    |
| Monterrey            | 3  | 0  | 1   | 0   | 2  | 3  | 6  | –3 | 2    |
| León                 | 3  | 0  | 0   | 1   | 2  | 1  | 4  | –3 | 1    |
| Querétaro            | 3  | 0  | 0   | 0   | 3  | 1  | 6  | –5 | 0    |
| Atlas                | 3  | 0  | 0   | 0   | 3  | 3  | 9  | –6 | 0    |
| Santos Laguna        | 3  | 0  | 0   | 0   | 3  | 2  | 8  | –6 | 0    |

### Tabla MLS
| Equipo              | PJ | PG | PGP | PPP | PP | GF | GC | DG | Pts. |
| ------------------- | -- | -- | --- | --- | -- | -- | -- | -- | ---- |
| Seattle Sounders    | 3  | 3  | 0   | 0   | 0  | 11 | 2  | 9  | 9    |
| Inter Miami         | 3  | 2  | 1   | 0   | 0  | 7  | 4  | 3  | 8    |
| Los Angeles Galaxy  | 3  | 2  | 0   | 1   | 0  | 10 | 3  | 7  | 7    |
| Orlando City        | 3  | 2  | 0   | 1   | 0  | 9  | 3  | 6  | 7    |
| Portland Timbers    | 3  | 2  | 0   | 1   | 0  | 6  | 1  | 5  | 7    |
| Columbus Crew       | 3  | 2  | 0   | 1   | 0  | 6  | 3  | 3  | 7    |
| Real Salt Lake      | 3  | 1  | 1   | 1   | 0  | 5  | 4  | 1  | 6    |
| Los Angeles F. C.   | 3  | 1  | 1   | 1   | 0  | 4  | 3  | 1  | 6    |
| New York Red Bulls  | 3  | 1  | 1   | 1   | 0  | 3  | 2  | 1  | 6    |
| Minnesota United    | 3  | 1  | 0   | 1   | 1  | 7  | 6  | 1  | 4    |
| F. C. Cincinnati    | 3  | 1  | 0   | 1   | 1  | 6  | 6  | 0  | 4    |
| Colorado Rapids     | 3  | 1  | 0   | 1   | 1  | 5  | 5  | 0  | 4    |
| Charlotte F. C.     | 3  | 1  | 0   | 1   | 1  | 5  | 6  | –1 | 4    |
| Atlanta United      | 3  | 1  | 0   | 0   | 2  | 7  | 7  | 0  | 3    |
| San Diego F. C.     | 3  | 1  | 0   | 0   | 2  | 5  | 5  | 0  | 3    |
| New York City F. C. | 3  | 1  | 0   | 0   | 2  | 3  | 5  | –2 | 3    |
| C. F. Montréal      | 3  | 0  | 1   | 0   | 2  | 3  | 5  | –2 | 2    |
| Houston Dynamo      | 3  | 0  | 0   | 0   | 3  | 2  | 8  | –6 | 0    |

### Partidos

#### Jornada 1
| 29 de julio, 19:00 | CF Montréal                                                   | 1:1 (0:1) (7:6 p.)         | León                                                               | Estadio Saputo, Montreal                                                           |                                                                                    |
|                    | Owusu 62'                                                     | Reporte                    | Funes Mori 11'                                                     | Asistencia: 14 272 espectadores Árbitro(s): Pierre-Luc Lauzière VAR: Allen Chapman | Asistencia: 14 272 espectadores Árbitro(s): Pierre-Luc Lauzière VAR: Allen Chapman |
|                    |                                                               | Tiros desde el punto penal |                                                                    |                                                                                    |                                                                                    |
|                    | Waterman · Craig · Duke · Escobar · Owusu · Petrasso · Pearce |                            | Rodríguez · Frías · Rigoni · Ayón · Echeverría · Gauthier · Santos |                                                                                    |                                                                                    |

| 29 de julio, 19:00 | Toluca                                    | 2:2 (0:1) (4:2 p.)         | Columbus Crew                           | Lower.com Field, Columbus                                                       |                                                                                 |
|                    | Paulinho 71', 80'                         | Reporte                    | - Rossi 11' (pen.) - Arfsten 48'        | Asistencia: 10 916 espectadores Árbitro(s): Oshane Nation VAR: Daneon Parchment | Asistencia: 10 916 espectadores Árbitro(s): Oshane Nation VAR: Daneon Parchment |
|                    |                                           | Tiros desde el punto penal |                                         |                                                                                 |                                                                                 |
|                    | Vega · Luan · Méndez · Gallardo · Helinho |                            | Rossi · Sejdić · Habroune · Lappalainen |                                                                                 |                                                                                 |

| 29 de julio, 20:00 | New York City | 0:3 (0:2) | Puebla                                  | Sports Illustrated Stadium, Harrison                                    |                                                                         |
|                    |               | Reporte   | - Fedorco 2' - Gómez 38' - González 88' | Asistencia: 9384 espectadores Árbitro(s): Iván Barton VAR: Yasith Monge | Asistencia: 9384 espectadores Árbitro(s): Iván Barton VAR: Yasith Monge |

| 29 de julio, 21:00 (20:00 UTC-5) | Tigres UANL                                      | 4:1 (1:0) | Houston Dynamo | Shell Energy Stadium, Houston                                               |                                                                             |
|                                  | - Correa 45+3', 70' - Lainez 63' - Herrera 90+7' | Reporte   | Lingr 47'      | Asistencia: 21 792 espectadores Árbitro(s): Walter López VAR: Dilia Bradley | Asistencia: 21 792 espectadores Árbitro(s): Walter López VAR: Dilia Bradley |

| 29 de julio, 22:30 (19:30 UTC-7) | Los Angeles FC | 1:1 (1:1) (10:11 p.)       | Mazatlán | BMO Stadium, Los Ángeles                                                          |                                                                                   |
|                                  | D. Martínez 29' | Reporte                    | Fábio Gomes 31' | Asistencia: 11 409 espectadores Árbitro(s): Fernando Hernández VAR: Érick Miranda | Asistencia: 11 409 espectadores Árbitro(s): Fernando Hernández VAR: Érick Miranda |
|                                  | | Tiros desde el punto penal | |                                                                                   |                                                                                   |
|                                  | Bouanga · Delgado · Tillman · D. Martínez · Segura · Palencia · Ordaz · Smolyakov · Igor Jesus · Tafari · Ochoa · Bouanga |                            | Benedetti · Caetano · Colula · D. Hernández · Torres · Merolla · Duarte · Fierro · S. Rodríguez · J. García · J. García · R. Rodríguez · Benedetti |                                                                                   |                                                                                   |

| 29 de julio, 23:00 (20:00 UTC-7) | Pachuca                             | 3:2 (2:0) | San Diego FC                   | Snapdragon Stadium, San Diego                                                   |                                                                                 |
|                                  | - Guzmán 23' - Domínguez 45+3', 67' | Reporte   | - Boateng 88' - Bombino 90+10' | Asistencia: 21 872 espectadores Árbitra: Ekaterina Koroleva VAR: Daniel Radford | Asistencia: 21 872 espectadores Árbitra: Ekaterina Koroleva VAR: Daniel Radford |

| 30 de julio, 19:30 | Necaxa                                   | 3:1 (1:1) | Atlanta United | Mercedes-Benz Stadium, Atlanta                                                         |                                                                                        |
|                    | - Guzan 12' (a.g.) - Badaloni 77', 90+1' | Reporte   | Miranchuk 28'  | Asistencia: 30 847 espectadores Árbitro(s): Marco Antonio Ortiz VAR: Guillermo Pacheco | Asistencia: 30 847 espectadores Árbitro(s): Marco Antonio Ortiz VAR: Guillermo Pacheco |

| 30 de julio, 19:30 | Inter Miami                    | 2:1 (0:0) | Atlas      | Chase Stadium, Fort Lauderdale                                                         |                                                                                        |
|                    | - Segovia 58' - Weigandt 90+6' | Reporte   | Lozano 80' | Asistencia: 19 876 espectadores Árbitro(s): Juan Gabriel Calderón VAR: Benjamín Pineda | Asistencia: 19 876 espectadores Árbitro(s): Juan Gabriel Calderón VAR: Benjamín Pineda |

| 30 de julio, 20:00 | Pumas UNAM                                              | 1:1 (0:1) (4:3 p.)         | Orlando City                              | Inter&Co Stadium, Orlando                                                          |                                                                                    |
|                    | Carrasquilla 80'                                        | Reporte                    | Schlegel 5'                               | Asistencia: 14 744 espectadores Árbitro(s): Adonai Escobedo VAR: Diana Pérez Borja | Asistencia: 14 744 espectadores Árbitro(s): Adonai Escobedo VAR: Diana Pérez Borja |
|                    |                                                         | Tiros desde el punto penal |                                           |                                                                                    |                                                                                    |
|                    | G. Martínez · Angulo · N. Silva · Quispe · Carrasquilla |                            | Ojeda · Atuesta · Smith · Araújo · Muriel |                                                                                    |                                                                                    |

| 30 de julio, 20:30 (19:30 UTC-5) | Minnesota United                                               | 4:1 (2:0) | Querétaro | Allianz Field, Saint Paul                                                  |                                                                            |
|                                  | - Hlongwane 11' - Yeboah 20' - Markanich 79' - Oluwaseyi 90+1' | Reporte   | Julio 67' | Asistencia: 14 469 espectadores Árbitro(s): David López VAR: Anthony Bravo | Asistencia: 14 469 espectadores Árbitro(s): David López VAR: Anthony Bravo |

| 30 de julio, 21:30 (19:30 UTC-6) | América                           | 2:2 (1:2) (1:3 p.)         | Real Salt Lake             | America First Field, Sandy                                                    |                                                                               |
|                                  | - Rodríguez 42' - Sánchez 90+7'   | Reporte                    | - Luna 16' - Agada 45+2'   | Asistencia: 19 544 espectadores Árbitro(s): Saíd Martínez VAR: Tatiana Guzmán | Asistencia: 19 544 espectadores Árbitro(s): Saíd Martínez VAR: Tatiana Guzmán |
|                                  |                                   | Tiros desde el punto penal |                            |                                                                               |                                                                               |
|                                  | Martín · Fidalgo · Reyes · Zúñiga |                            | Ruíz · Glad · Vera · Ojeda |                                                                               |                                                                               |

| 30 de julio, 22:30 (19:30 UTC-7) | Portland Timbers                                 | 4:0 (1:0) | Atlético de San Luis | Providence Park, Portland                                                       |                                                                                 |
|                                  | - Costa 1' - Kelsy 56' - Lassiter 73' - Mora 78' | Reporte   |                      | Asistencia: 11 515 espectadores Árbitro(s): Ismael Cornejo VAR: Ricardo Montero | Asistencia: 11 515 espectadores Árbitro(s): Ismael Cornejo VAR: Ricardo Montero |

| 31 de julio, 19:00 | Monterrey                       | 2:3 (1:1) | FC Cincinnati                            | TQL Stadium, Cincinnati                                                  |                                                                          |
|                    | - Canales 45' - Berterame 90+4' | Reporte   | - Evander 30' - Orellano 53' - Bucha 90' | Asistencia: 24 860 espectadores Árbitra: Katia García VAR: Jorge Camacho | Asistencia: 24 860 espectadores Árbitra: Katia García VAR: Jorge Camacho |

| 31 de julio, 19:30 | Charlotte FC  | 1:4 (1:3) | Juárez                                            | Bank of America Stadium, Charlotte                                             |                                                                                |
|                    | Toklomati 18' | Reporte   | - Madson 7', 21' - Mosquera 45+2' - Estupiñán 90' | Asistencia: 23 677 espectadores Árbitra: Natalie Simon VAR: Armando Villarreal | Asistencia: 23 677 espectadores Árbitra: Natalie Simon VAR: Armando Villarreal |

| 31 de julio, 19:30 | Guadalajara | 0:1 (0:0) | New York Red Bulls | Sports Illustrated Stadium, Harrison                                                   |                                                                                        |
|                    |             | Reporte   | Forsberg 90+7'     | Asistencia: 14 954 espectadores Árbitro(s): Guido Gonzales Jr. VAR: José Carlos Rivero | Asistencia: 14 954 espectadores Árbitro(s): Guido Gonzales Jr. VAR: José Carlos Rivero |

| 31 de julio, 21:30 (19:30 UTC-6) | Colorado Rapids  | 2:1 (0:0) | Santos Laguna | Dick's Sporting Goods Park, Commerce City                                        |                                                                                  |
|                                  | Navarro 62', 87' | Reporte   | Carrillo 53'  | Asistencia: 13 662 espectadores Árbitro(s): Kwinsi Williams VAR: Benjamin Whitty | Asistencia: 13 662 espectadores Árbitro(s): Kwinsi Williams VAR: Benjamin Whitty |

| 31 de julio, 22:30 (19:30 UTC-7) | Cruz Azul | 0:7 (0:0) | Seattle Sounders                                                                               | Lumen Field, Seattle                                                             |                                                                                  |
|                                  |           | Reporte   | - Y. Gómez 48' - Vargas 50' - Ferreira 58' - De Rosario 69' - De la Vega 76', 90+1' - Tolo 88' | Asistencia: 22 697 espectadores Árbitro(s): Víctor Cáceres VAR: Francia González | Asistencia: 22 697 espectadores Árbitro(s): Víctor Cáceres VAR: Francia González |

| 31 de julio, 23:00 (20:00 UTC-7) | Los Angeles Galaxy                                                 | 5:2 (2:1) | Tijuana       | Dignity Health Sports Park, Carson                                        |                                                                           |
|                                  | - Nascimento 17' (pen.) - Pec 39' - Paintsil 65', 90+1' - Reus 82' | Reporte   | Mora 21', 59' | Asistencia: 15 183 espectadores Árbitro(s): Mario Escobar VAR: Diego Ojer | Asistencia: 15 183 espectadores Árbitro(s): Mario Escobar VAR: Diego Ojer |

#### Jornada 2
| 1 de agosto, 18:00 | New York City                 | 2:0 (2:0) | León | Sports Illustrated Stadium, Harrison                                         |                                                                              |
|                    | - Al. Martínez 7' - Ojeda 32' | Reporte   |      | Asistencia: 12 149 espectadores Árbitro(s): Reon Radix VAR: Daneon Parchment | Asistencia: 12 149 espectadores Árbitro(s): Reon Radix VAR: Daneon Parchment |

| 1 de agosto, 19:00 | Columbus Crew                            | 3:1 (3:1) | Puebla       | Lower.com Field, Columbus                                                       |                                                                                 |
|                    | - Amundsen 14' - Rossi 16' - Herrera 39' | Reporte   | Lozano 45+1' | Asistencia: 20 211 espectadores Árbitro(s): Filip Dujic VAR: José Carlos Rivero | Asistencia: 20 211 espectadores Árbitro(s): Filip Dujic VAR: José Carlos Rivero |

| 1 de agosto, 20:30 (19:30 UTC-5) | Houston Dynamo | 0:2 (0:1) | Mazatlán                       | Shell Energy Stadium, Houston                                               |                                                                             |
|                                  |                | Reporte   | - Almada 25' - Fábio Gomes 57' | Asistencia: 10 126 espectadores Árbitra: Marianela Araya VAR: Lizzet García | Asistencia: 10 126 espectadores Árbitra: Marianela Araya VAR: Lizzet García |

| 1 de agosto, 21:00 | Toluca                      | 2:1 (2:1) | CF Montréal    | Sports Illustrated Stadium, Harrison                                                 |                                                                                      |
|                    | - Angulo 23' - Paulinho 26' | Reporte   | E. Morales 20' | Asistencia: 12 149 espectadores Árbitro(s): José Raúl Torres VAR: Armando Villarreal | Asistencia: 12 149 espectadores Árbitro(s): José Raúl Torres VAR: Armando Villarreal |

| 1 de agosto, 22:30 (19:30 UTC-7) | Los Angeles FC                        | 1:1 (1:1) (4:2 p.)         | Pachuca                           | BMO Stadium, Los Ángeles                                                   |                                                                            |
|                                  | Bouanga 10'                           | Reporte                    | Montiel 32'                       | Asistencia: 14 733 espectadores Árbitro(s): Bryan López VAR: Dilia Bradley | Asistencia: 14 733 espectadores Árbitro(s): Bryan López VAR: Dilia Bradley |
|                                  |                                       | Tiros desde el punto penal |                                   |                                                                            |                                                                            |
|                                  | Bouanga · Delgado · Palencia · Segura |                            | López · Guzmán · Togni · Bautista |                                                                            |                                                                            |

| 1 de agosto, 23:00 (20:00 UTC-7) | Tigres UANL     | 2:1 (1:0) | San Diego FC | Snapdragon Stadium, San Diego                                                   |                                                                                 |
|                                  | Correa 31', 67' | Reporte   | Ángel 55'    | Asistencia: 25 915 espectadores Árbitro(s): César Arturo Ramos VAR: Óscar Mejía | Asistencia: 25 915 espectadores Árbitro(s): César Arturo Ramos VAR: Óscar Mejía |

| 2 de agosto, 18:00 | Orlando City                             | 3:1 (1:0) | Atlas       | Inter&Co Stadium, Orlando                                              |                                                                        |
|                    | - Angulo 9' - Ojeda 57' - Pašalić 90+13' | Reporte   | Cóccaro 50' | Asistencia: 15 722 espectadores Árbitro(s): Julio Luna VAR: Diego Ojer | Asistencia: 15 722 espectadores Árbitro(s): Julio Luna VAR: Diego Ojer |

| 2 de agosto, 19:00 | Inter Miami                                   | 2:2 (1:1) (5:4 p.)         | Necaxa                                           | Chase Stadium, Fort Lauderdale                                                 |                                                                                |
|                    | - Segovia 12' - Alba 90+2'                    | Reporte                    | - Badaloni 33' - Monreal 81'                     | Asistencia: 20 043 espectadores Árbitro(s): Daniel Quintero VAR: Érick Miranda | Asistencia: 20 043 espectadores Árbitro(s): Daniel Quintero VAR: Érick Miranda |
|                    |                                               | Tiros desde el punto penal |                                                  |                                                                                |                                                                                |
|                    | De Paul · Cremaschi · Alba · Redondo · Suárez |                            | Palavecino · Rojas · Badaloni · Monreal · Unsain |                                                                                |                                                                                |

| 2 de agosto, 21:00 (20:00 UTC-5) | América                                                                       | 3:3 (1:2) (8:7 p.)         | Minnesota United                                                        | Shell Energy Stadium, Houston                                               |                                                                             |
|                                  | - Boxall 27' (a.g.) - Zúñiga 53' - Cáceres 90'                                | Reporte                    | - Oluwaseyi 16' - Hlongwane 31' - Harvey 65'                            | Asistencia: 13 885 espectadores Árbitro(s): Drew Fischer VAR: Allen Chapman | Asistencia: 13 885 espectadores Árbitro(s): Drew Fischer VAR: Allen Chapman |
|                                  |                                                                               | Tiros desde el punto penal |                                                                         |                                                                             |                                                                             |
|                                  | Rodríguez · Zendejas · Cáceres · Reyes · Aguirre · Borja · Sánchez · Violante |                            | Pereyra · Yeboah · Trapp · Harvey · Gressel · Rosales · Boxall · Romero |                                                                             |                                                                             |

| 2 de agosto, 21:00 | Pumas UNAM                                  | 3:2 (1:2) | Atlanta United                    | Inter&Co Stadium, Orlando                                                    |                                                                              |
|                    | - Angulo 23' (pen.) - Carrasquilla 62', 89' | Reporte   | - Lobjanidze 35' - Latte Lath 43' | Asistencia: 15 722 espectadores Árbitro(s): Keylor Herrera VAR: Yasith Monge | Asistencia: 15 722 espectadores Árbitro(s): Keylor Herrera VAR: Yasith Monge |

| 2 de agosto, 21:30 (19:30 UTC-6) | Real Salt Lake        | 2:2 (1:1) (1:4 p.)         | Atlético de San Luis                  | America First Field, Sandy                                                     |                                                                                |
|                                  | Ojeda 9', 88'         | Reporte                    | - João Pedro 24' - García 82'         | Asistencia: 16 637 espectadores Árbitro(s): Nelson Salgado VAR: Tatiana Guzmán | Asistencia: 16 637 espectadores Árbitro(s): Nelson Salgado VAR: Tatiana Guzmán |
|                                  |                       | Tiros desde el punto penal |                                       |                                                                                |                                                                                |
|                                  | Vera · Glad · Russell |                            | João Pedro · Galdames · García · Cruz |                                                                                |                                                                                |

| 2 de agosto, 23:00 (20:00 UTC-7) | Portland Timbers | 1:0 (1:0) | Querétaro | Providence Park, Portland                                                             |                                                                                       |
|                                  | Paredes 36'      | Reporte   |           | Asistencia: 13 355 espectadores Árbitro(s): Jesús Rafael López VAR: Diana Pérez Borja | Asistencia: 13 355 espectadores Árbitro(s): Jesús Rafael López VAR: Diana Pérez Borja |

| 3 de agosto, 17:30 | FC Cincinnati                               | 2:2 (0:1) (3:4 p.)         | Juárez                                                 | TQL Stadium, Cincinnati                                                       |                                                                               |
|                    | - Evander 72' - Estupiñán 77' (a.g.)        | Reporte                    | - Ricardinho 39' - Castilho 63'                        | Asistencia: 17 314 espectadores Árbitra: Alyssa Nichols VAR: Francia González | Asistencia: 17 314 espectadores Árbitra: Alyssa Nichols VAR: Francia González |
|                    |                                             | Tiros desde el punto penal |                                                        |                                                                               |                                                                               |
|                    | Engel · Orellano · Miazga · Bucha · Evander |                            | Estupiñán · Villalpando · Pizarro · D. García · Torres |                                                                               |                                                                               |

| 3 de agosto, 19:50 | Guadalajara                                  | 2:2 (1:1) (4:2 p.)         | Charlotte FC                             | Bank of America Stadium, Charlotte                                                   |                                                                                      |
|                    | - Ledezma 24' - González 66'                 | Reporte                    | - Sepúlveda 11' (a.g.) - Vargas 90'      | Asistencia: 24 207 espectadores Árbitro(s): Luis Enrique Santander VAR: Óscar Macías | Asistencia: 24 207 espectadores Árbitro(s): Luis Enrique Santander VAR: Óscar Macías |
|                    |                                              | Tiros desde el punto penal |                                          |                                                                                      |                                                                                      |
|                    | Sepúlveda · Gómez · Romo · Cowell · González |                            | Williamson · Petković · Bronico · Smalls |                                                                                      |                                                                                      |

| 3 de agosto, 20:50 | Monterrey                                  | 1:1 (1:1) (5:3 p.)         | New York Red Bulls             | TQL Stadium, Cincinnati                                                            |                                                                                    |
|                    | Canales 38'                                | Reporte                    | Hall 19'                       | Asistencia: 17 314 espectadores Árbitro(s): Fernando Hernández VAR: Daniel Radford | Asistencia: 17 314 espectadores Árbitro(s): Fernando Hernández VAR: Daniel Radford |
|                    |                                            | Tiros desde el punto penal |                                |                                                                                    |                                                                                    |
|                    | Canales · Fimbres · Corona · Ramos · Reyes |                            | Eile · Hack · Bogacz · Edelman |                                                                                    |                                                                                    |

| 3 de agosto, 21:30 (19:30 UTC-6) | Colorado Rapids   | 1:2 (0:1) | Tijuana                   | Dick's Sporting Goods Park, Commerce City                                   |                                                                             |
|                                  | Porozo 74' (a.g.) | Reporte   | - Porozo 39' - Árciga 72' | Asistencia: 13 717 espectadores Árbitra: Karen Hernández VAR: Jorge Camacho | Asistencia: 13 717 espectadores Árbitra: Karen Hernández VAR: Jorge Camacho |

| 3 de agosto, 22:30 (19:30 UTC-7) | Los Angeles Galaxy                                                                  | 1:1 (0:1) (7:8 p.)         | Cruz Azul                                                                                  | Dignity Health Sports Park, Carson                                                  |                                                                                     |
|                                  | Pec 81'                                                                             | Reporte                    | Rodríguez 21'                                                                              | Asistencia: 24 285 espectadores Árbitro(s): Filiberto Martínez VAR: Benjamín Pineda | Asistencia: 24 285 espectadores Árbitro(s): Filiberto Martínez VAR: Benjamín Pineda |
|                                  |                                                                                     | Tiros desde el punto penal |                                                                                            |                                                                                     |                                                                                     |
|                                  | Reus · Pec · Nascimento · Fagúndez · Paintsil · Cuevas · Nelson · Cerrillo · Garcés |                            | Lira · Rivero · Piovi · Rodríguez · Ditta · Plantilla:Pen Márquez · Romero · Orozco · Levy |                                                                                     |                                                                                     |

| 3 de agosto, 22:30 (19:30 UTC-7) | Seattle Sounders                   | 2:1 (1:0) | Santos Laguna | Lumen Field, Seattle                                                           |                                                                                |
|                                  | - Ortega 7' (a.g.) - Minoungou 72' | Reporte   | Dájome 90+7'  | Asistencia: 17 265 espectadores Árbitro(s): Steffon Dewar VAR: Benjamin Whitty | Asistencia: 17 265 espectadores Árbitro(s): Steffon Dewar VAR: Benjamin Whitty |

#### Jornada 3
| 5 de agosto, 19:30 | Columbus Crew | 1:0 (0:0) | León | Lower.com Field, Columbus                                                   |                                                                             |
|                    | Arfsten 53'   | Reporte   |      | Asistencia: 13 465 espectadores Árbitro(s): Selvin Brown VAR: Jesús Montero | Asistencia: 13 465 espectadores Árbitro(s): Selvin Brown VAR: Jesús Montero |

| 5 de agosto, 19:30 | Toluca                      | 2:1 (2:1) | New York City    | Yankee Stadium, Nueva York                                                          |                                                                                     |
|                    | - Angulo 37' - Paulinho 39' | Reporte   | Al. Martínez 10' | Asistencia: 18 496 espectadores Árbitro(s): Pierre-Luc Lauzière VAR: Tatiana Guzmán | Asistencia: 18 496 espectadores Árbitro(s): Pierre-Luc Lauzière VAR: Tatiana Guzmán |

| 5 de agosto, 20:00 | CF Montréal | 1:2 (0:0) | Puebla                  | Estadio Saputo, Montreal                                                         |                                                                                  |
|                    | Owusu 47'   | Reporte   | - Gómez 58' - Marín 73' | Asistencia: 9368 espectadores Árbitro(s): Adonai Escobedo VAR: Guillermo Pacheco | Asistencia: 9368 espectadores Árbitro(s): Adonai Escobedo VAR: Guillermo Pacheco |

| 5 de agosto, 20:30 (19:30 UTC-5) | Houston Dynamo   | 1:2 (0:1) | Pachuca                    | Shell Energy Stadium, Houston                                                |                                                                              |
|                                  | Bassi 82' (pen.) | Reporte   | - Quiñones 24' - Togni 85' | Asistencia: 9383 espectadores Árbitro(s): Adonis Carrasco VAR: Anthony Bravo | Asistencia: 9383 espectadores Árbitro(s): Adonis Carrasco VAR: Anthony Bravo |

| 5 de agosto, 22:00 (19:00 UTC-7) | Mazatlán | 0:2 (0:0) | San Diego FC      | Snapdragon Stadium, San Diego                                           |                                                                         |
|                                  |          | Reporte   | Valakari 66', 74' | Asistencia: 5709 espectadores Árbitro(s): Walter López VAR: Óscar Mejía | Asistencia: 5709 espectadores Árbitro(s): Walter López VAR: Óscar Mejía |

| 5 de agosto, 22:30 (19:30 UTC-7) | Tigres UANL | 1:2 (0:1) | Los Angeles FC              | BMO Stadium, Los Ángeles                                                      |                                                                               |
|                                  | López 47'   | Reporte   | D. Martínez 38' (pen.), 64' | Asistencia: 15 852 espectadores Árbitro(s): Saíd Martínez VAR: Daniel Radford | Asistencia: 15 852 espectadores Árbitro(s): Saíd Martínez VAR: Daniel Radford |

| 6 de agosto, 19:00 | Orlando City                              | 5:1 (4:0) | Necaxa   | Inter&Co Stadium, Orlando                                                         |                                                                                   |
|                    | - Ojeda 15', 51' - Muriel 35', 37', 45+1' | Reporte   | Peña 71' | Asistencia: 13 255 espectadores Árbitro(s): Fernando Hernández VAR: Érick Miranda | Asistencia: 13 255 espectadores Árbitro(s): Fernando Hernández VAR: Érick Miranda |

| 6 de agosto, 19:30 | Inter Miami                                     | 3:1 (1:1) | Pumas UNAM    | Chase Stadium, Fort Lauderdale                                                 |                                                                                |
|                    | - De Paul 45' - Suárez 59' (pen.) - Allende 69' | Reporte   | Ruvalcaba 34' | Asistencia: 18 824 espectadores Árbitro(s): Ismael Cornejo VAR: Tatiana Guzmán | Asistencia: 18 824 espectadores Árbitro(s): Ismael Cornejo VAR: Tatiana Guzmán |

| 6 de agosto, 19:30 | Atlanta United                                                    | 4:1 (3:0) | Atlas           | Mercedes-Benz Stadium, Atlanta                                           |                                                                          |
|                    | - Thiaré 8' (pen.) - Miranchuk 33' - Lobjanidze 38' - Togashi 68' | Reporte   | D. González 83' | Asistencia: 22 342 espectadores Árbitra: Katia García VAR: Lizzet García | Asistencia: 22 342 espectadores Árbitra: Katia García VAR: Lizzet García |

| 6 de agosto, 20:30 (19:30 UTC-5) | Minnesota United | 0:2 (0:1) | Atlético de San Luis                   | Allianz Field, Saint Paul                                                      |                                                                                |
|                                  |                  | Reporte   | - João Pedro 45+1' - Pérez Bouquet 89' | Asistencia: 14 607 espectadores Árbitro(s): Oshane Nation VAR: Benjamín Pineda | Asistencia: 14 607 espectadores Árbitro(s): Oshane Nation VAR: Benjamín Pineda |

| 6 de agosto, 21:30 (19:30 UTC-6) | Real Salt Lake | 1:0 (1:0) | Querétaro | America First Field, Sandy                                                  |                                                                             |
|                                  | Ojeda 32'      | Reporte   |           | Asistencia: 16 164 espectadores Árbitro(s): Drew Fischer VAR: Allen Chapman | Asistencia: 16 164 espectadores Árbitro(s): Drew Fischer VAR: Allen Chapman |

| 6 de agosto, 21:30 (20:30 UTC-5) | América                                         | 1:1 (0:1) (5:3 p.)         | Portland Timbers                   | Q2 Stadium, Austin                                                                   |                                                                                      |
|                                  | Juárez 53'                                      | Reporte                    | Lassiter 7'                        | Asistencia: 9796 espectadores Árbitro(s): Guido Gonzales Jr. VAR: José Carlos Rivero | Asistencia: 9796 espectadores Árbitro(s): Guido Gonzales Jr. VAR: José Carlos Rivero |
|                                  |                                                 | Tiros desde el punto penal |                                    |                                                                                      |                                                                                      |
|                                  | Rodríguez · Zendejas · Reyes · Aguirre · Martín |                            | Paredes · Miller · Antony · Guerra |                                                                                      |                                                                                      |

| 6 de agosto, 23:00 (20:00 UTC-7) | Seattle Sounders                | 2:1 (0:1) | Tijuana         | Lumen Field, Seattle                                                              |                                                                                   |
|                                  | - De Rosario 56' - Musovski 88' | Reporte   | Castañeda 45+4' | Asistencia: 17 949 espectadores Árbitra: Ekaterina Koroleva VAR: Francia González | Asistencia: 17 949 espectadores Árbitra: Ekaterina Koroleva VAR: Francia González |

| 7 de agosto, 19:30 | Monterrey | 0:2 (0:0) | Charlotte FC               | Bank of America Stadium, Charlotte                                           |                                                                              |
|                    |           | Reporte   | - Tuiloma 56' - Smalls 60' | Asistencia: 18 877 espectadores Árbitro(s): Keylor Herrera VAR: Yasith Monge | Asistencia: 18 877 espectadores Árbitro(s): Keylor Herrera VAR: Yasith Monge |

| 7 de agosto, 19:30 | New York Red Bulls                                   | 1:1 (0:0) (5:3 p.)         | Juárez                                      | Sports Illustrated Stadium, Harrison                                              |                                                                                   |
|                    | D. Nealis 47'                                        | Reporte                    | Estupiñán 87'                               | Asistencia: 10 083 espectadores Árbitro(s): Víctor Cáceres VAR: Diana Pérez Borja | Asistencia: 10 083 espectadores Árbitro(s): Víctor Cáceres VAR: Diana Pérez Borja |
|                    |                                                      | Tiros desde el punto penal |                                             |                                                                                   |                                                                                   |
|                    | Choupo-Moting · Eile · Morales · Parker · Forsberg · |                            | Estupiñán · Pizarro · D. García · Fulgencio |                                                                                   |                                                                                   |

| 7 de agosto, 20:30 (17:30 UTC-7) | Cruz Azul                                    | 2:2 (1:2) (5:4 p.)         | Colorado Rapids                               | Dignity Health Sports Park, Carson                                            |                                                                               |
|                                  | - Ditta 43' - Rivero 78'                     | Reporte                    | - Navarro 3' - Maxsø 41'                      | Asistencia: 8454 espectadores Árbitro(s): Joseph Dickerson VAR: Allen Chapman | Asistencia: 8454 espectadores Árbitro(s): Joseph Dickerson VAR: Allen Chapman |
|                                  |                                              | Tiros desde el punto penal |                                               |                                                                               |                                                                               |
|                                  | Lira · Bogusz · Paradela · Piovi · Rodríguez |                            | Yapi · Larraz · Harris · Wathuta · S. Bassett |                                                                               |                                                                               |

| 7 de agosto, 20:45 | FC Cincinnati | 1:2 (0:1) | Guadalajara                            | TQL Stadium, Cincinnati                                                      |                                                                              |
|                    | Dávila 67'    | Reporte   | - Álvarez 25' (pen.) - A. González 57' | Asistencia: 21 102 espectadores Árbitro(s): Rubiel Vazquez VAR: Óscar Macías | Asistencia: 21 102 espectadores Árbitro(s): Rubiel Vazquez VAR: Óscar Macías |

| 7 de agosto, 23:55 (20:55 UTC-7) | Los Angeles Galaxy                                  | 4:0 (3:0) | Santos Laguna | Dignity Health Sports Park, Carson                                        |                                                                           |
|                                  | - Paintsil 1' - Nascimento 39', 74' - Yoshida 45+5' | Reporte   |               | Asistencia: 12 883 espectadores Árbitro(s): Mario Escobar VAR: Diego Ojer | Asistencia: 12 883 espectadores Árbitro(s): Mario Escobar VAR: Diego Ojer |

## Fase eliminatoria

### Cuadro de desarrollo
|  | Cuartos de final               | Cuartos de final |                               |  | Semifinales   | Semifinales   |  |  | Final | Final |
|  |                                |                  |                               |  |               |               |  |  |       |       |
|  | 20 de agosto - Seattle         |                  |                               |  |               |               |  |  |       |       |
|  |                                |                  |                               |  |               |               |  |  |       |       |
|  | Seattle Sounders               |                  |                               |  |               |               |  |  |       |       |
|  | 26 de agosto - Por determinar  |                  |                               |  |               |               |  |  |       |       |
|  | Puebla                         |                  |                               |  |               |               |  |  |       |       |
|  | Por determinar                 |                  |                               |  |               |               |  |  |       |       |
|  | 20 de agosto - Carson          |                  |                               |  |               |               |  |  |       |       |
|  |                                | Por determinar   |                               |  |               |               |  |  |       |       |
|  | Los Angeles Galaxy             |                  |                               |  |               |               |  |  |       |       |
|  |                                |                  | 31 de agosto - Por determinar |  |               |               |  |  |       |       |
|  | Pachuca                        |                  |                               |  |               |               |  |  |       |       |
|  | Por determinar                 |                  |                               |  |               |               |  |  |       |       |
|  | 20 de agosto - Carson          |                  |                               |  |               |               |  |  |       |       |
|  |                                | Por determinar   |                               |  |               |               |  |  |       |       |
|  | Toluca                         |                  |                               |  |               |               |  |  |       |       |
|  | 27 de agosto - Por determinar  |                  |                               |  |               |               |  |  |       |       |
|  | Orlando City                   |                  |                               |  |               |               |  |  |       |       |
|  | Por determinar                 |                  |                               |  |               |               |  |  |       |       |
|  | 20 de agosto - Fort Lauderdale |                  |                               |  |               |               |  |  |       |       |
|  |                                | Por determinar   |                               |  | Tercer puesto | Tercer puesto |  |  |       |       |
|  | Inter Miami                    | Por determinar   |                               |  | Tercer puesto | Tercer puesto |  |  |       |       |
|  |                                |                  | 31 de agosto - Por determinar |  |               |               |  |  |       |       |
|  | Tigres UANL                    |                  |                               |  |               |               |  |  |       |       |
|  | Por determinar                 |                  |                               |  |               |               |  |  |       |       |
|  |                                |                  |                               |  |               |               |  |  |       |       |
|  | Por determinar                 |                  |                               |  |               |               |  |  |       |       |
|  |                                |                  |                               |  |               |               |  |  |       |       |

### Cuartos de final
| 20 de agosto de 2025 | Inter Miami | vs.     | Tigres UANL | Chase Stadium, Fort Lauderdale |  |
| 20:00                |             | Reporte |             |                                |  |

| 20 de agosto de 2025 | Toluca | vs.     | Orlando City | Dignity Health Sports Park, Carson |  |
| 21:00 (18:00 UTC-7)  |        | Reporte |              |                                    |  |

| 20 de agosto de 2025 | Seattle Sounders | vs.     | Puebla | Lumen Field, Seattle |                  |
| 23:00 (20:00 UTC-7)  |                  | Reporte |        | Árbitro(s): VAR:     | Árbitro(s): VAR: |

| 20 de agosto de 2025 | Los Angeles Galaxy | vs.     | Pachuca | Dignity Health Sports Park, Carson |                  |
| 23:45 (20:45 UTC-7)  |                    | Reporte |         | Árbitro(s): VAR:                   | Árbitro(s): VAR: |

## Estadísticas

### Máximos anotadores
| Pos. | Jugador                | Goles | Part. (Min.) | Prom. | Club               |
| 1    | Paulinho               | 4     | 3 (252')     | 1.33  | Toluca             |
| =    | Ángel Correa           | 4     | 3 (260')     | 1.33  | Tigres UANL        |
| ---- | ---------------------- | ----- | ------------ | ----- | ------------------ |
| 3    | Tomás Badaloni         | 3     | 3 (197')     | 1     | Necaxa             |
| =    | Matheus Nascimento     | 3     | 3 (212')     | 1     | Los Angeles Galaxy |
| =    | David Martínez         | 3     | 3 (230')     | 1     | Los Angeles FC     |
| =    | Martín Ojeda           | 3     | 3 (269')     | 1     | Orlando City       |
| =    | Rafael Navarro         | 3     | 3 (239')     | 1     | Colorado Rapids    |
| =    | Braian Ojeda           | 3     | 3 (207')     | 1     | Real Salt Lake     |
| =    | Adalberto Carrasquilla | 3     | 3 (270')     | 1     | Pumas UNAM         |
| =    | Joseph Paintsil        | 3     | 3 (260')     | 1     | Los Angeles Galaxy |
| =    | Luis Muriel            | 3     | 3 (95')      | 1     | Orlando City       |

- Fuente: Leagues Cup

#### Jugadores con tres o más goles en un partido
| Fecha     | Jugador     | Minuto          | Local        |                           | Resultado |                   | Visitante | Rep.      |
| --------- | ----------- | --------------- | ------------ | ------------------------- | --------- | ----------------- | --------- | --------- |
| 06/8/2025 | Luis Muriel | 35', 37', 45+1' | Orlando City | Bandera de Estados Unidos | 5 – 1     | Bandera de México | Necaxa    | Jornada 3 |

### Asistencias
| Pos. | Jugador         | Asistencias | Part. (Min.) | Prom. | Club               |
| 1    | Mauricio Cuevas | 3           | 3 (182')     | 1     | Los Angeles Galaxy |
| =    | Joaquín Pereyra | 3           | 3 (252')     | 1     | Minnesota United   |
| =    | Martín Ojeda    | 3           | 3 (269')     | 1     | Orlando City       |
| =    | Juan Brunetta   | 3           | 3 (270')     | 1     | Tigres UANL        |
| ---- | --------------- | ----------- | ------------ | ----- | ------------------ |

- Fuente: Leagues Cup

## Premios

### Jugador del partido
Este es un premio individual otorgado al jugador con mejor rendimiento de cada uno de los 62 partidos desde la fase de liga hasta la final, en base a la opinión de los expertos y los fanáticos. Para el caso de los fanáticos, se abre una votación durante en el entretiempo de cada partido y cierra en el minuto 90 para seleccionar al jugador. Oficialmente, este premio al jugador con el mejor desempeño es patrocinado por la empresa aseguradora de automóviles GEICO, por lo que el premio es conocido como el «Man of the Match by GEICO».
| Fase de grupos - Fecha 1 | Fase de grupos - Fecha 1 | Fase de grupos - Fecha 2 | Fase de grupos - Fecha 2 | Fase de grupos - Fecha 3 | Fase de grupos - Fecha 3 | Fases eliminatorias | Fases eliminatorias |
| Jugador                  | Partido                  | Jugador                  | Partido                  | Jugador                  | Partido                  | Jugador             | Partido             |
| ------------------------ | ------------------------ | ------------------------ | ------------------------ | ------------------------ | ------------------------ | ------------------- | ------------------- |
| Prince Owusu             | MTL 1:1 (7:6 p.) LEO     | Alonso Martínez          | NYC 2:0 LEO              | Max Arfsten              | CLB 1:0 LEO              | Bandera de ?        | MIA : TIG           |
| Paulinho                 | TOL 2:2 (4:2 p.) CLB     | Taha Habroune            | CLB 3:1 PUE              | Ricardo Angulo           | TOL 2:1 NYC              | Bandera de ?        | TOL : ORL           |
| Emiliano Gómez           | NYC 0:3 PUE              | Nicolás Benedetti        | HOU 0:2 MZT              | Ricardo Marín            | MTL 1:2 PUE              | Bandera de ?        | SEA : PUE           |
| Ángel Correa             | TIG 4:1 HOU              | Paulinho                 | TOL 2:1 MTL              | Gastón Togni             | HOU 1:2 PAC              | Bandera de ?        | LA : PAC            |
| Fábio Gomes              | LAFC 1:1 (10:11 p.) MZT  | Denis Bouanga            | LAFC 1:1 (4:2 p.) PAC    | Onni Valakari            | MZT 0:2 SD               | Bandera de ?        | :                   |
| Alexéi Domínguez         | PAC 3:2 SD               | Ángel Correa             | TIG 2:1 SD               | David Martínez           | TIG 1:2 LAFC             | Bandera de ?        | :                   |
| Tomás Badaloni           | NCX 3:1 ATL              | Martín Ojeda             | ORL 3:1 ATS              | Luis Muriel              | ORL 5:1 NCX              | Bandera de ?        | :                   |
| Lionel Messi             | MIA 2:1 ATS              | Rodrigo De Paul          | MIA 2:2 (5:4 p.) NCX     | Luis Suárez              | MIA 3:1 PUM              | Bandera de ?        | :                   |
| Adalberto Carrasquilla   | PUM 1:1 (4:3 p.) ORL     | Sebastián Cáceres        | AME 3:3 (8:7 p.) MIN     | Saba Lobjanidze          | ATL 4:1 ATS              |                     |                     |
| Bongokuhle Hlongwane     | MIN 4:1 QRO              | Adalberto Carrasquilla   | PUM 3:2 ATL              | João Pedro               | MIN 0:2 ASL              |                     |                     |
| Rafael Cabral            | AME 2:2 (1:3 p.) RSL     | Andrés Sánchez           | RSL 2:2 (1:4 p.) ASL     | Braian Ojeda             | RSL 1:0 QRO              |                     |                     |
| Kevin Kelsy              | POR 4:0 ASL              | Cristhian Paredes        | POR 1:0 QRO              | Ramón Juárez             | AME 1:1 (5:3 p.) POR     |                     |                     |
| Evander                  | MTY 2:3 CIN              | Guilherme Castilho       | CIN 2:2 (3:4 p.) FCJ     | Danny Musovski           | SEA 2:1 TIJ              |                     |                     |
| Madson                   | CLT 1:4 FCJ              | Richard Ledezma          | GDL 2:2 (4:2 p.) CLT     | Bill Tuiloma             | MTY 0:2 CLT              |                     |                     |
| Emil Forsberg            | GDL 0:1 RBNY             | Sergio Canales           | MTY 1:1 (5:3 p.) RBNY    | Dylan Nealis             | RBNY 1:1 (5:3 p.) FCJ    |                     |                     |
| Rafael Navarro           | COL 2:1 SAN              | Antonio Rodríguez        | COL 1:2 TIJ              | Ignacio Rivero           | CAZ 2:2 (5:4 p.) COL     |                     |                     |
| Pedro de la Vega         | CAZ 0:7 SEA              | Kevin Mier               | LA 1:1 (7:8 p.) CAZ      | Efraín Álvarez           | CIN 1:2 GDL              |                     |                     |
| Joseph Paintsil          | LA 5:2 TIJ               | Jackson Ragen            | SEA 2:1 SAN              | Joseph Paintsil          | LA 4:0 SAN               |                     |                     |

### Gol de la jornada
| Día                | Jugador          | Equipo         | Ref.   |
| ------------------ | ---------------- | -------------- | ------ |
| Día 1 (29/07/2025) | Alexéi Domínguez | Pachuca        | [ 12 ] |
| Día 2 (30/07/2025) | Brian Rodríguez  | América        | [ 13 ] |
| Día 3 (31/07/2025) | Jordan Carrillo  | Santos Laguna  | [ 14 ] |
| Día 4 (01/08/2025) | Paulinho         | Toluca         | [ 15 ] |
| Día 5 (02/08/2025) | Telasco Segovia  | Inter Miami    | [ 16 ] |
| Día 6 (03/08/2025) | Evander          | FC Cincinnati  | [ 17 ] |
| Día 7 (05/08/2025) | David Martínez   | Los Angeles FC | [ 18 ] |
| Día 8 (06/08/2025) | Kevin Castañeda  | Tijuana        | [ 19 ] |
| Día 9 (07/08/2025) | Ignacio Rivero   | Cruz Azul      | [ 20 ] |